# Citation d'auteurs en botanique

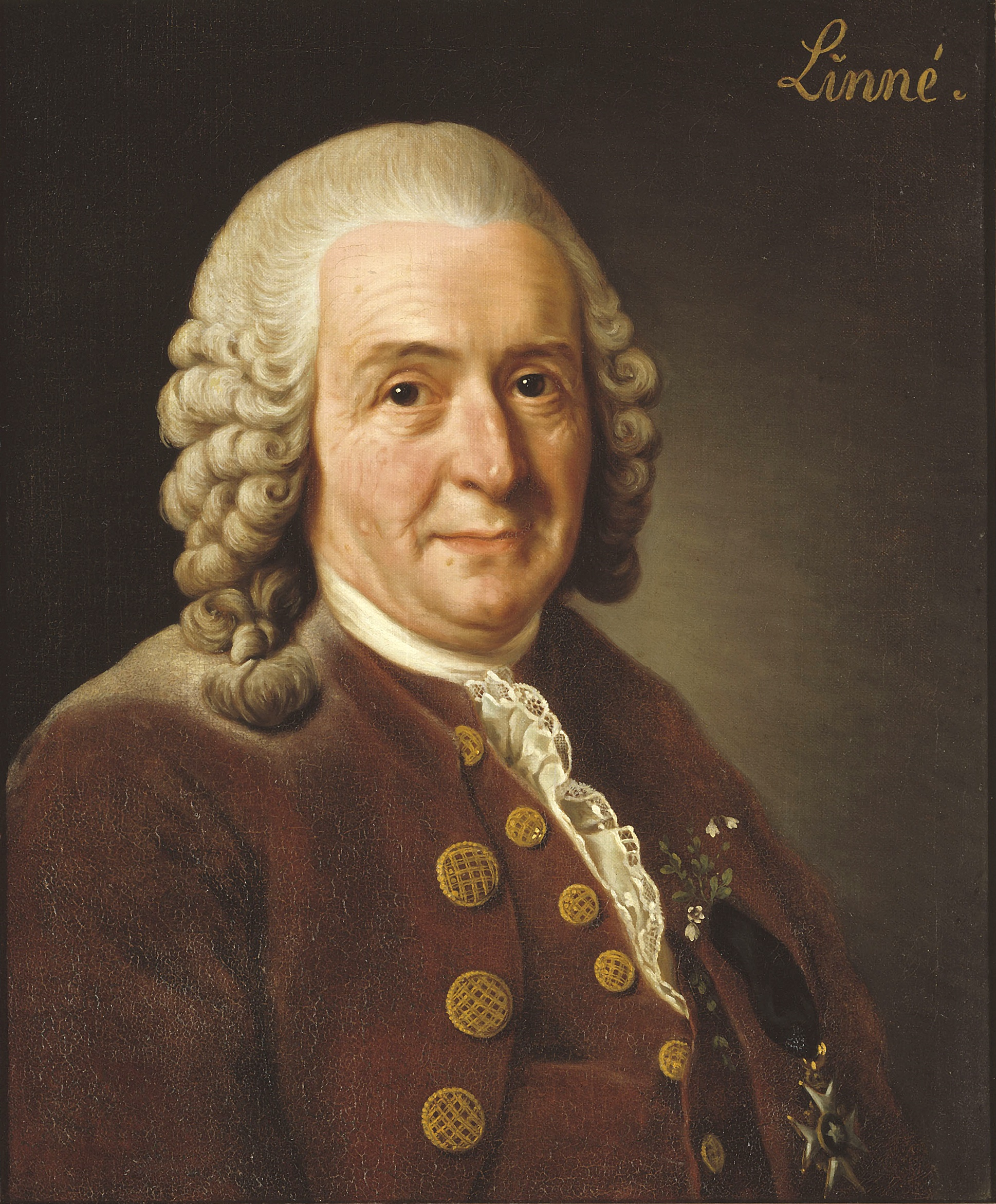
Le naturaliste suédois Carl von Linné, dont la citation d'auteur est "Linnaeus", abrégée "L."

En nomenclature botanique et mycologique, on appelle citation d'auteurs les patronymes, souvent abrégés, indiqués à la suite des noms de taxons. Il s'agit du nom de l'auteur (ou des auteurs) ayant le premier (ou les premiers) utilisé ce nom dans une publication valide (le plus souvent avec la description originale) :
Quand on souhaite préciser l'origine d'un nom de taxon, ce qui est utile dans certaines circonstances, on le fait suivre d'un ou plusieurs noms d'auteurs, dans une citation d'auteurs.
- soit en tant que nouveau nom (un nouveau taxon ou seulement un nom nouveau)
- soit en tant que nouvelle combinaison à partir du basionyme.

Par exemple pour l'abricotier, on pourra écrire indifféremment :
- Prunus armeniaca L. (1753) (Cette abréviation est recommandée)
- Prunus armeniaca Linnaeus (1753)

La citation d'auteurs peut être simple ou plus ou moins complexe selon le passif nomenclatural du taxon : recombinaison dans un autre genre ou autre rang, validation ou sanctionnement (= adoption) ultérieur du basionyme ou de sa recombinaison, etc.
Leur choix et leur formulation respectent généralement les directives définies dans le Code international de nomenclature pour les algues, les champignons et les plantes.
Toutefois, la citation d'auteurs est facultative et ne fait pas partie du nom proprement dit. Si elle est souvent indiquée dans les publications et les bases de données à vocation scientifique, elle est généralement omise dans les textes de vulgarisation. Elle est toutefois souhaitable quand on désire donner des précisions sur l'origine d'un nom de plante. En effet, différents auteurs peuvent avoir utilisé au cours de l'histoire un même terme, ou une même combinaison de termes, pour désigner des taxons distincts. Comme il ne peut y avoir qu'un seul nom correct pour un taxon donné, les règles de priorité et de validité trouvent là leur raison d'être, et se reflètent dans la citation d'auteurs.

## Abréviations des noms d'auteurs
Le nom d'un auteur peut être donné au long, mais on utilise le plus souvent une abréviation plus ou moins passée dans l'usage à la place. Les abréviations des noms d'auteurs ne sont ni obligatoires, ni officiellement codifiées.
Il existe toutefois des standards privés, comme l'ouvrage Authors of Plant Names de Brummitt & Powell (1992), que l'on peut respecter plus ou moins, ce qui relève généralement de la responsabilité des éditeurs de revues autant que de celle des auteurs d'articles.
De plus, le CIN (dans sa recommandation 46A Note 1) recommande implicitement la deuxième édition de cet ouvrage :
« 46A. Note 1. L'ouvrage Authors of plant names de Brummitt & Powell (1992) fournit des abréviations standard dépourvues d'ambiguïté, conformes à la présente Recommandation, pour un grand nombre d'auteurs de noms de plantes. Ces citations d'auteurs ont été suivies tout au long du présent Code. »
Pour rechercher des abréviations recommandées, voir les sites de l'IPNI pour les plantes et le site du CABI pour les champignons. L'IPNI essaie de tendre à l'exhaustivité autant pour les plantes que pour les champignons. Un mycologue et un botaniste ou phycologue ne peuvent avoir la même abréviation, s'ils ne sont pas la même personne. Toutefois l'IPNI ne peut associer chaque nom d'auteur qu'à des noms scientifiques d'Angiospermes ou de Gymnospermes. L'IPNI recense plus de 44000 abréviations d'auteurs en 2015.
Voir aussi la liste des abréviations d'auteur en taxinomie végétale.
Quelques exemples de citations d'auteurs, pour différents noms de rangs :
- division des Magnoliophyta Cronquist et al. (1966)
- sous-division des Magnoliophytina Frohne & U.Jensen ex Reveal (1996)
- classe des Magnoliopsida Brongn. (1843)
- sous-classe des Rosidae Takht. (1967)
- super-ordre des Rosanae Takht. (1967)
- ordre des Rosales Perleb (1826)
- sous-ordre des Rosineae Rchb. (1841)
- famille des Rosaceae Adans. (1763)
- sous-famille des Rosoideae Arn. (1832)
- tribu des Roseae Lam. & DC. (1806)
- sous-tribu des Rosinae J.Presl. (1846)
- genre Rosa L. (1753)
- espèce Rosa damascena Mill. (1768)

### Particularités
Les abréviations peuvent contenir toutes les lettres de l'alphabet latin ; ces lettres peuvent avoir des diacritiques mais ne sont jamais ligaturées. Les abréviations peuvent contenir des points mais aussi des traits d'union ou des apostrophes. Il arrive qu'elles contiennent des espaces.
Les abréviations ne peuvent contenir d'autres caractères, notamment ni virgule ni parenthèses ou guillemets.
Aucun auteur ne dispose d'une abréviation constituée d'un seul caractère. Sinon, plus le nom est abrégé, et plus l'auteur est célèbre.
Un seul auteur bénéficie d'une abréviation de deux caractères, dont une seule lettre : Carl von Linné, le père du système linnéen, dont l'abréviation est « L. ». On peut considérer qu'il s'agit de l'abréviation la plus courte. Ce n'est cependant pas la seule abréviation constituée de seulement deux caractères.
Seuls quatre auteurs bénéficient d'une abréviation de trois caractères dont deux lettres, tous quatre auteurs majeurs : Augustin Pyrame de Candolle (« DC. »), Elias Magnus Fries (« Fr. »), James Edward Smith (« Sm. ») et Olof Peter Swartz (« Sw. »).

### Coauteurs: «&» ou «et», «et al.», «et coll.»
L'auteur peut être un collectif d'auteurs (l'ensemble des auteurs publiant conjointement le nom et qui en assument la responsabilité). Comme dans toute citation bibliographique « et » ou « & » sont alors utilisés indifféremment pour lier les noms d'auteurs ayant collaboré à la publication du nom:
- Xeronemataceae M.W. Chase, Rudall et M.F.Fay (2000)[11]

Quand un nom de taxon est publié collectivement par plus de deux auteurs. On peut écrire aussi (Rec. 46C.2):
- Xeronemataceae M.W. Chase et al. (2000) [ou et coll., [ abréviation du latin et alii (« et les autres personnes »).
- Xeronemataceae M.W. Chase & al. (2000)  [Il est possible d’utiliser les abréviations françaises « et collab. » ou « et coll. » (et collaborateurs) ou bien directement « et coauteurs » qui ne nécessitent pas l’emploi de l’italique (puisque ce ne sont pas des locutions latines)].

### Manuscript «ms.», «msc.» et «mscr.»
Depuis le Code dit "Saint Louis", lorsqu'un auteur B reprend et complète la description d'un taxon issu d'un auteur A, il peut signaler "Auteur A ms." (ou msc, ou mscr.) qui signifie "manuscrit" pour signaler qu'il a eu accès à la description de cet auteur avant qu'il ne la publie.
On trouve ces différentes formes car l'abréviation de "manuscrit" n'est pas standardisée.

## Date de validation
Dans les bases de données et les publications scientifiques où elle considérée comme utile, la citation d'auteurs est suivie de la date de validation du nom de taxon. Cette date indique l'année de publication effective du livre ou de la revue dans laquelle ce nom de taxon a été validement publié. Sa mention est seulement facultative, mais cette date est très utile pour retrouver une espèce citée même si elle a changé de genre, notamment quand on consulte des ouvrages anciens (c'est-à-dire antérieurs de cinq ans dans certaines disciplines).
En nomenclature botanique et mycologique, cette date est le plus souvent indiquée entre parenthèses et correspond à la date de dernière validation (ce qui diffère de la nomenclature zoologique).
Ainsi, chaque fois que la rigueur est nécessaire, on doit faire suivre le nom de la citation d'auteurs et de l'année de validation. Par exemple :
- Quercus robur L. (1753) : ce taxon a été créé par Carl von Linné en 1753
- Castanopsis (D.Don) Spach (1842) : le taxon originel créé par David Don a été modifié par Édouard Spach en 1842.

## Comment rédiger la citation d'auteurs
Il y a trois catégories d'auteurs :
- L'auteur du taxon d'origine.
- L'auteur d'une nouvelle combinaison à partir de un basionyme (changement de genre ou changement de rang taxinomique). Chaque recombinaison créant autant de synonymes homotypiques.
- L'auteur sanctionnant un nom invalide.

### Les parenthèses signalant un transfert
Lors de sa création, le nom d'un nouveau taxon ne comporte aucune parenthèse dans la citation d'auteurs. 
Exemple : Boletus castaneus var. badius Fr. : Fr.
Lorsqu'un systématicien estime que le genre choisi n'est pas le meilleur pour cette espèce (notamment à la suite de la création d'un nouveau genre), il peut décider de transférer ce nom (ici d'espèce) dans un autre genre, ou à un autre rang, etc. Le nom d'origine devient alors le basionyme d'une combinaison nouvelle (comb. nov.) . Dans ce cas, le nom de l'auteur de la combinaison d'origine demeure, mais il est placé dans une parenthèse, laquelle est suivie du nom de l'auteur du transfert.
Exemples: 
- Boletus badius (Fr. : Fr.) Fr.  Sanctionnement : Fries (1821); Boletus castaneus var. ß badius Fries (1818), (Basionyme)      
- Xerocomus badius (Fr. : Fr.) Kühner ex Gilbert. Ici Kühner a transféré l'espèce de Fries 1818 sanctionnée par Fries 1821, dans le genre Xerocomus, et ce transfert a été sanctionné par Gilbert.
En botanique et en mycologie, chaque fois qu'une espèce a été transférée dans un autre genre, on doit obligatoirement mentionner à la suite de la parenthèse fermante, le nom de celui qui, le premier, a publié cette nouvelle combinaison.
Autrement dit, chaque fois que le taxon auquel le nom (supposé publié de manière valide) s'applique initialement a été changé de genre et que l'épithète du basionyme est conservée (ce qui n'est pas toujours possible), on procède comme suit :
- Le nom de l'auteur initial (ou son abréviation) est cité entre parenthèses et l'on fait suivre cette parenthèse du nom de l'auteur du transfert au genre d'accueil. Exemple: Sequoia sempervirens (D. Don) Endl., l'abréviation « D. Don » indique que David Don a publié le basionyme Taxodium sempervirens D. Don, le transfert dans le genre Sequoia ayant été effectué par Endlicher.

- Cela s'applique aussi s'il y a changement de rang (transfert entre les rangs d'espèce, de sous-espèce, de variété etc.) exemple: Castanopsis (D. Don) Spach (1842), l'abréviation « D. Don » indique que David Don a publié le basionyme Quercus [unranked] castanopsis D. Don (1825) [8]; le transfert et la recombinaison dans le genre Castanopsis a été effectuée par Édouard Spach.
- Noter qu'entre genre et famille, les noms de taxons n'étant pas des combinaisons, ne peuvent être l'objet de comb. nov. Ils pourraient néanmoins être transférés à un rang différent sous forme de stat. nov., avec citation facultative du nom d'origine dans une parenthèse. Un comité spécial a été désigné à St. Louis pour étudier la situation

La règle s'applique même si la publication ou le transfert est le fait de plusieurs auteurs conjointement.
Il est recommandé de ne qualifier un nom de basionyme que s'il a déjà fait l'objet d'au moins un transfert, ou s'il est destiné à en faire l'objet.
Si un transfert présenté comme nouveau s'avère avoir déjà été publié, on dit qu'il est antidaté et superflu. Il n'a pas de valeur nomenclaturale et on doit éviter de le citer, sauf pour signaler qu'il est antidaté.
L'expression «stat. nov  » (status novum) est utilisée quand un transfert est accompagné d'un changement de rang taxinomique.
En pratique, on réserve stat. nov. ou comb. et stat. nov. aux noms supraspécifiques et comb. nov. pour les transferts aux rangs infraspécifiques.

### Auteur sanctionnant signalé par «:»
Le symbole des deux points encadrés d'une espace « : », entre deux noms d'auteurs, ne se rencontre qu'en mycologie dans le cas de noms sanctionnés (Art 13.1d) pour des groupes de champignons bien précisés, tels qu'ils sont adoptés dans deux ouvrages sanctionnants :
- Synopsis fungorum 1801, de Persoon, pour les Gastéromycètes, Urédinales et Ustilaginales ;
- Systema mycologicum 1821-1832, de Fries, pour tous les autres champignons, myxomycètes exclus.

Par exemple, la trompette des morts, Craterellus cornucopioides (L. : Fr.) Pers. (1825).
La mention de « : Pers. » et « : Fr.», non obligatoire mais unanimement utilisée, signifie que l'auteur cité à gauche du signe est bien l'auteur du nom d'origine, mais que la typification du taxon était jugée insuffisante avant d'être adopté (sanctionné) par Fries ou Persoon (Art 13.1(d)). Ce signe s'applique à la fois aux noms sanctionnés et à ceux qui sont simplement « dans le système de sanctionnement ». Le véritable rôle du symbole « : » est de signaler que le nom bénéficie :
— d'un statut de typification privilégié, qui stipule que, pour préserver la stabilité nomenclaturale, le « matériel associé » de l'ouvrage sanctionnant devient matériel éligible pour la désignation du type (en plus du matériel original du protologue).
— d'une protection modulée, pour les noms spécifiques et infraspécifiques selon trois catégories de noms (précisions introduites par le Code St Louis quant au statut des combinaisons de tous rangs d'un nom sanctionné) :
1. les noms ainsi sanctionnés sont protégés contre leurs synonymes et homonymes concurrents (sauf conservation, ou « rejet spécial »). Par exemple, Agaricus decolorans Fr. : Fr. est un nom sanctionné, prioritaire sur son homonyme Agaricus decolorans Pers., pourtant plus ancien mais non sanctionné ;
2. les combinaisons de même rang n'étant pas sanctionnées, elles bénéficient du symbole « : » pour les protéger contre leur synonymes, mais pas contre les homonymes concurrents[13] ;
3. les combinaisons de rang différent de ces noms sanctionnés ne bénéficient d'aucune protection, et ne sont pas dites sanctionnées, bien que bénéficiant du symbole « : ». Exemple: Agaricus emeticus var. fallax (Fr. : Fr.) Fr. a été sanctionné au rang infraspécifique (var.) par Fries 1821. Au rang d'espèce et de forme, Russula fallax (Fr. : Fr.) Fr. et Russula fragilis f. fallax (Fr. : Fr.) Massee ont une protection nulle.

## Attribution «ex» et imputation «in»

### Cas de taxons nouveaux (sp. nov.,sect. nov.,gen. nov., etc.)
Bien qu'elles se soient multipliées ces dernières années, il faut savoir que les notations « ex » et « in », insérées entre deux noms d'auteurs, sont toujours facultatives. La décision de leur application éventuelle repose sur l'analyse de la publication originale. Ils signalent que le nom de taxon publié dans l'article d'un auteur doit être attribué à un autre auteur, ou que l'auteur a publié ce taxon à l'intérieur de la publication d'un autre auteur,.
Exemple : Salix foetida
- « Salix foetida Schleicher ex DC. » pourrait théoriquement se résumer à « Salix foetida DC. », mais la première forme précise que même si De Candolle (noté DC.) est responsable de la création du taxon en 1805, il attribue, en le validant, le choix de l'épithète foetida à Schleicher[16].
- « Salix foetida Schleicher ex DC. in Lam. & DC. 1805 », précise avec l'ajout du "in" que le cadre est celui des citations conjointes de Lamarck et De Candolle, même si c'est bien De Candolle le responsable effectif du taxon en 1805[16],[17], alors que cette nuance n'apparait pas dans la forme « Salix foetida Schleich. ex Lam. & DC » qui met Lamarck et Candolle sur un même plan.

Il y a deux cas possibles :
Depuis le Code « Tokyo », la mention de « ex » dans une citation de type « Auteur X ex Auteur Y », répond désormais à des critères précis qui font appel à deux notions (assez délicates à interpréter) qui ont été redéfinies à cette occasion :
- l'attribution (actuelle) du nom de taxon (plante ou champignon) à un auteur.
- l'imputation de ce nom, ou de la description originale, à un auteur.

NB. ce sont les auteurs cités après le "ex" qui ont publié le taxon valide à la date donnée. Ainsi, dans l'exemple « Campanula muralis
Portenschl. ex A.DC., 1830 », c'est Alphonse Pyrame de Candolle qui a décrit l'espèce en 1830, à la suite des travaux de Franz von Portenschlag-Ledermayer (1772-1822).
La mention « ex » s'applique quand, dans la description originale, au moins deux parmi les trois catégories d'auteurs possibles sont des personnes différentes et entrent en concurrence dans l'attribution du nom de taxon. Ce sont :
- l'auteur (A) de la publication (du livre ou article);
- l'auteur (B) à qui est imputé le nouveau nom de taxon, par l'auteur (A);
- l'auteur (C) à qui est imputée l'ensemble de la description, diagnose incluse, par l'auteur (A).

Si la description (au sens large) est imputable en partie à B et en partie à C (cas fréquent d'un auteur B qui reproduit tout ou partie d'une description reçue personnellement de C, en la complétant avant de la publier), elle est imputée à C seul : Rosa nova C.
Les règles pratiques d'application sont les suivantes :
1. Si l'auteur A et B ne sont qu'un même auteur (appelé A), le nom lui est attribué (peu importe que l'auteur C, à qui est attribuée la description, soit éventuellement différent) : Rosa nova A.
2. Si les trois auteurs sont différents (A, B, C), ou si A et C sont le même auteur (A), différent de B, le nom est attribué à A : Rosa nova A. Mais le nom de B peut être cité facultativement, suivi de « ex A » : Rosa nova B ex A.
3. Si B et C sont un même auteur (B), différent de A, le nom est attribué à B : Rosa nova  B. Mais dans une citation avec bibliographie on écrira : Rosa nova B in A, suivi de la référence bibliographique. 
  - NB. Il est déconseillé de citer seulement « B in A » sans la référence bibliographique. Celle-ci sera fournie ailleurs dans la publication, si vraiment utile.
  - Quand le point de départ de la nomenclature mycologique était fixé à 1821 (donc avant 1981), certains auteurs citaient les noms préfrisiens en remplaçant « in » par son équivalent « apud » ou « per », termes aujourd'hui caducs.
4. Cas particulier (souvent utilisé par Marcel Bon) ou A et C sont un même auteur (A) et le nom est imputé à « B ex A ». Que B soit l'auteur d'un nom précédemment invalide ou pas, le nom sera de toute manière attribué « B ex A ». Comme la mention « B ex » est toujours facultative, on peut supprimer l'auteur cité à la gauche de « ex ». Du point de vue nomenclatural, les deux façons d'écrire suivantes sont équivalentes :

- Magnoliophytina Frohne & U.Jensen ex Reveal (1996)
- Magnoliophytina Reveal (1996)

Mais dans la pratique, la déontologie veut que l'on s'efforce de respecter la première, car c'est l'expression d'une claire volonté de l'auteur A (Reveal), qui veut rendre hommage aux auteurs de la publication originale (même invalide) même si le nom nouveau est imputé à B.
Ainsi : « Hebeloma edurum Métrod ex Bon », ainsi publié, est donc à maintenir sous cette forme.
Noter que, du moins en mycologie, « ex » n'est jamais précédé ni suivi immédiatement d'une parenthèse. Exemples :
« B ex A » et « (B ex A) C » sont des citations correctes, tandis que « (B ex) A », ou « (B) ex A » sont incorrectes. En effet, il importe peu que B ait décrit précédemment le champignon sous un nom invalide dans un autre genre ou à un autre rang, car le nom et le rang d'un nom invalide n'ont aucune valeur nomenclaturale.
Enfin, la notion nouvelle d'imputation est délicate à interpréter, quand un auteur valide un nom précédemment invalide. Il ne s'agit pas de la simple reconnaissance d'une antériorité, mais d'une imputation nomenclaturale :
- s'il ne fait que citer le nom invalide avec son auteur d'origine comme synonyme (cas fréquent), cela ne constitue pas une imputation du nouveau nom valide à cet auteur.
- L'auteur validant doit signifier qu'il « impute » explicitement le nouveau nom à cet auteur (et pas seulement le nom invalide, fut-il le même) par une indication sans équivoque.
  - Exemple : P. D. Orton (Trans. Brit. Myc. Soc., 43 (2), p. 287-288, 1960) a publié Lepiota subalba P.D. Orton avec le commentaire : « Lepiota subalba. [validation] [commentaires], [...] Il s'agit de L. albosericea P. Henn. sensu J. Lange non P. Hennings, renommée L. subalba par R. Kühner in Bull. Soc. mycol. Fr. 52, p. 233, 1936, mais sans diagnose latine ».  Ici le nom de Kühner apparaît seulement dans la mention d'un synonyme sans qu'Orton ne lui impute le nouveau nom, qui sera cité L. subalba Orton et non L. subalba Kühner ex P. D. Orton ;
  - Exemples d'application de ex : J. L. Cheype a validé (Doc. mycol. 13 (52), p. 53, 1983) Boletus rubrosanguineus en tant que B. rubrosanguineus Walty. Le nom de Walty étant associé directement au nouveau nom validé, il sera cité Boletus rubrosanguineus Walty ex Cheype et non « (Walty) ex Cheype »ou « (Walty ex) Cheype », bien que le nom invalide de Walty ait été publié au rang de variété ;
  - Fries (1835) a validé Boletus cavipes sous la forme « Boletus cavipes Klotzsch ». Dans la description il indique que ce bolet a été découvert par Klotzsch, mais sans préciser si la description est de cet auteur. Le nom sera donc attribué à Fries sous la forme : Boletus cavipes Klotzsch ex Fr., et qui par la suite transféré dans les Boletinus par Kalchbr..

### Cas des transferts (comb. nov.,stat. nov.etnom. nov.)
Ici, il n'existe que deux sortes d'auteurs et la configuration est plus simple :
- l'auteur (A) de la publication (du livre ou de l'article);
- l'auteur (B) à qui est imputée la nouvelle combinaison ou le nov. nom. par l'auteur de la publication;

L'auteur du basionyme ou du synonyme remplacé (désigné par D) n'entrant pas en ligne de compte dans la discussion, si B est différent de A, il reste à établir si B a effectivement contribué à la publication de A.
- si oui, la citation d'auteur est celle de la publication originale B. in A,  et la comb. nov ou nom. nov.  sont attribués à B. avec ref. bibliographique.   Exemple de comb. nov. : Sistotrema octosporum (Schröter ex v. Höhnel et Lischhauer) Hallenberg, in ERIKSSON, HJORTSTAM & RIVARDEN, Corticiaceae of North Europe, 7, p. 1349, 1984. Eriksson et coll. ont publié cette combinaison nouvelle en l'imputant à Hallenberg. Cet auteur est mentionné en introduction dans les remerciements, sa collaboration étant donc attestée. On lui impute donc la combinaison et non pas à Eriksson et coll..
- si la réponse est non, la comb. nov. ou le nom. nov. sont attribués à A, mais B peut être cité, suivi de ex (facultatif), par exemple :
  - - Leccinum carpini (Schulz) Moser ex Reid. Reid a imputé la combinaison à Moser, bien que celui-ci n'ait nullement participé à la publication ;
  - - Phaeolepiota aurea (Matt. : Fr.) Maire ex Konrad et Maublanc. Ces deux derniers auteurs imputent en 1928 la comb. nov. à « Maire 1911 ». Mais à cette date, Maire avait adopté pour cette espèce le genre Pholiota et n'a pas pris part à la publication de la comb. nov., qui sera donc attribuée à Konrad et Maublanc, mais l'imputation demeure et ex est appliqué.

[reliquat à recycler]
Ce peut être dû à une publication trop ancienne (par exemple une planche accompagnée d'une description trop succincte) nécessitant la validation d'un autre auteur qui la reprend en considération, en la complétant (il la récupère). Mais aussi le nom peut être dérivé d'un herbier. Il peut en rester l'auteur si un autre scientifique (ou lui-même) opère la validation par la suite (par exemple fournit la diagnose latine manquante dans la description, ou l'indication obligatoire de l'holotype, etc).

### Que signifie «sensu X» ou «non sensu Y»?
On peut rencontrer aussi à la suite d'un nom de taxon, la mention sensu (ou une de ses abréviations, s. ou ss.) suivie du nom d'un botaniste autre que l'auteur du taxon;
par exemple : Boletus lupinus Fr. sensu Romagnesi, non sensu Bresadola
Elle indique simplement que le Bolet de loup nommé par Fries, auquel on se réfère ici est pris dans la conception particulière qu'en avait Romagnesi, et qu'elle est différente de celle qu'en avait Bresadola. Ces deux mycologues ayant donc désigné sous ce même nom des espèces différentes.
Il ne s'agit que de l'indication taxinomique facultative d'une interprétation divergente, sans valeur nomenclaturale.

### Que signifient «sp. nov.», «gen. nov.», «comb. nov.», «stat. nov.» et «nom. nov.»?
Ces abréviations ne font pas partie de la citation d'un taxon. On ne les rencontre que dans la publication originale, et ils ne sont pas répétés par la suite, sauf dans les discussions et analyses nomenclaturales.
Elles indiquent laquelle de plusieurs situations possibles s'applique au nom que l'on publie:
- sp./gen./fam./ord./etc. nov. (chaque rang possédant son abréviation propre, ici respectivement : espèce, genre, famille, ordre, etc.) indique que l'on décrit un taxon entièrement nouveau.
- comb. nov. est employé lorsqu'un nom inférieur au genre ou à l'espèce est placé sous un genre ou une espèce différente. Par ex. lorsqu'une sous-espèce est transférée à une autre espèce.
- stat. nov. apparaît si est déjà existant et placé à un rang où il ne s'est jamais trouvé précédemment: par exemple si on élève une tribu au rang de famille. Il est souvent utilisé conjointement avec "comb.": "comb. et stat. nov.".
- nom. nov. désigne un nom de remplacement pour un taxon dont tous les noms précédents étaient illégitimes.

## Note
1. ↑  du latin "auctoribus" = auteur (créateur).

Parfois traduit erronément par "autorité", un faux-sens basé sur l'anglicisme "authorities", qui est à proscrire en français (même si un auteur de taxon est souvent investi d'une certaine autorité).
2. ↑  vocable préférable à l'anglicisme « autorités »...

Cf. G. Redeuilh, Vocabulaire nomenclatural (2002) loc. cit.
3. 1 2  G. Redeuilh, (2002) « Vocabulaire nomenclatural », Bull. Soc. Mycol. France 118(4) : 299-326
4. 1 2  R.K. Brummitt & C.E. Powell, Kew: Royal Botanic Gardens, 1992, reprinted 1996. Authors of Plant Names A list of authors of scientific names of Plants including abréviations, 732pp.  (ISBN 0 947643 44 3)
5. ↑  IPNI (plantes)
6. ↑  CABI (champignons)
7. ↑  Aucune abréviation ne commence par un point ou un trait d'union. En 2015, on trouve deux abréviations commençant par une apostrophe : « 't Hart » et « 't Mannetje »
8. ↑  Toutefois une espace n'est jamais précédée d'un point. En 2015, on ne constate que cinq exceptions à cette règle : « C.V. da Silva », « W.Falc. bis », « M.C. Pérez », « Shyn. Brintha » et « Záv. Drábk. ».
9. ↑  L'abréviation « I Chung » est la seule commençant par une lettre solitaire. Mais elle est donc constituée de sept caractères dont une espace.
10. ↑  En 2015, une vingtaine d'auteurs avaient une abréviation de deux lettres : « Aa », « Ai », « Ao », « Bé », « Co », « Du », « Ha », « Hu », « Hy », « Im », « Le », « Lý », « Ma », « Ng », « Po », « Re », « Sy », « Ty », « Ui », « Us » et « Vo »
11. ↑  Xeronemataceae dans l'IPNI, consulté le 07 juillet 2023.
12. ↑  Il n'est pas précisé toutefois si ce matériel peut être considéré comme lectotype ou néotype, ni comme pouvant être désigné d'après le seul texte de l'ouvrage sanctionnant.
13. ↑  Ce verrou empêche la combinaison "par malveillance nomenclaturale", d'un homonyme ancien sanctionné, dans un autre genre pour éliminer un nom plus récent.
14. ↑  international de nomenclature botanique de St Louis, 1999, Chapitre IV : Publication effective et valide, Section 3 : Citation des auteurs, Article 46, 46.5 à 6. Lire la traduction sur Téla Botanica
15. 1 2  Citations des noms d'auteurs dans Index synonymique de la flore de France par l'INRA, consulté le 4 mars 2017.
16. ↑  Salix foetida dans GRIN
17. ↑  Quelques points de nomenclature, sur le site Amaryllidaceae.org, consulté le 5 février 2017.